# Test Timed Up and Go
Il test Timed Up and Go (TUG) è un semplice test per misurare il livello di mobilità di una persona e richiede abilità di bilanciamento statico e dinamico.
Misura il tempo che una persona impiega per alzarsi da una sedia, camminare per tre metri, girarsi, tornare alla sedia e sedersi di nuovo. Durante il test, la persona dovrebbe indossare delle scarpe usate regolarmente e usare ogni Ausilio per la mobilità normalmente adoperato. Il TUG è usato di frequente nella popolazione anziana, perché facile da amministrare e può generalmente essere completato dagli anziani.
Alcune fonti suggeriscono che un punteggio di dieci secondi o meno indica una normale mobilità; tempi tra 11 e 20 secondi sono nei normali limiti per anziani con fragilità e pazienti disabili; tempi superiori ai 20 secondi indicano che la persona necessita di assistenza esterna e la necessità di ulteriori esami e interventi. Un punteggio superiore ai 30 secondi suggerisce che la persona potrebbe essere soggetta a cadute. In alternativa, un valore di riferimento raccomandato come limite tra una normale capacità motoria e una al di sotto della normalità è di 12 secondi. Il TUG è stato sviluppato a partire da un test più articolato, il Get-up and Go.